# Acugamasus parvipectus
Acugamasus parvipectus är en spindeldjursart som beskrevs av Wolfgang Karg 1977. Acugamasus parvipectus ingår i släktet Acugamasus och familjen Ologamasidae. Inga underarter finns listade i Catalogue of Life.